# Chrysorithrum separatum
Chrysorithrum separatum är en fjärilsart som beskrevs av Felix Bryk 1948. Chrysorithrum separatum ingår i släktet Chrysorithrum och familjen nattflyn. Inga underarter finns listade i Catalogue of Life.